# Olivier Dacourt
Olivier Nicolás André Dacourt (født 25. september 1974 i Montreuil, Frankrig) er en tidligere fransk fodboldspiller, der i sin aktive karriere har spillet for Inter Milan, AS Roma, de engelske Premier League klubber Fulham FC, Everton og Leeds United, belgiske Standard Liège samt RC Strasbourg og RC Lens i sit hjemland.
Dacourt har optrådt 21 gange for Frankrigs fodboldlandshold, som han blandt andet repræsenterede ved EM i 2004. Desuden var han med landsholddet med til at vinde Confederations Cup i 2001.

## Resultater
Confederations Cup
- Vinder 2001 med Frankrig

## Eksterne links
- Spillerinfo